# Vital Vasziljevics Sisov
Vital Vasziljevics Sisov (cirill betűkkel: Віталь Васільевіч Шышоў; Recsica, 1995 – Kijev, 2021. augusztus 2.) belarusz politikai aktivista, az Ukrajnai belarusz ház nevű társadalmi szervezet vezetője volt. 2021. augusztus 2-án tűnt el, holttestét másnap, augusztus 3-án találták meg Kijevben a Szvjatosini perkerdőben, lakhelye közelében.

## Élete
A Homeli területen fekvő Recsica városban született és később is ott élt. Szülei 2014-ben haltak meg, testvére nem volt. Gazdasági főiskolán informatikát tanult, 2016-ban végzett.
Aktív résztvevője volt a 2020 augusztusában az elnökválasztást követően kirobbant rendszerellenes tüntetéseknek Homelben. A Lukasenka-rezsim megtorlásától tartva szeptemberben Kijevbe költözött. Ott létrehozta a Belaruszból Ukrajnába menekült politikai üldözötteket támogató Ukrajnai belarusz ház nevű szervezetet. A irodával sem rendelkező, önkéntesek által működtetett szervezet a belarusz menekültek ukrajnai lakhatásában és munkához jutásában próbált segíteni.
Sisov aktív volt a közösségi médiában is, főként a Telegramon.

## Eltűnése és halála
2021. augusztus 2-án reggel futni indult a közeli erdőbe. 8:58-kor lépett ki a Budarin utcában lévő házból. Barátnője aznap 15:18-kor jelentette eltűnését. Keresését még aznap elkezdték, majd éjjel 10-kor felfüggesztették. Másnap, augusztus 3-án újrakezdték a keresését. Holttestét 7:40-kor találták meg 3 m-es magasságban felakasztva.
Az ukrán rendőrség gyilkosság miatt indított nyomozást Sisov halála ügyében. Az előzetes feltételezések szerint halálához nagy valószínűséggel a belarusz KGB-nek lehet köze.